# Гири, Энтони
Энтони Гири (англ. Anthony Geary, род. 29 мая 1947) — американский актёр.
Гири наиболее известен благодаря своей роли Люка Спенсера в дневной мыльной опере «Главный госпиталь», в которой снимался с 1978 года. Его антигерой считается самым популярным мужским персонажем в истории дневных мыльных опер, а сюжетная линия с героиней Джени Фрэнсис стала самой успешной в истории жанра. За свою роль Гири выиграл рекордные восемь Дневных премий «Эмми» за лучшую мужскую роль, номинировавшись на эту награду 16 раз.
Гири покинул «Главный госпиталь» в 1983 году, после выигрыша первой «Эмми», и вплоть до начала девяностых снимался в прайм-тайм телевидении и в кино, таких фильмах как «Передай патроны», «Санитары-хулиганы» и «Ультравысокая частота» и сериалах «Отель» и «Она написала убийство». Также он появился в нескольких десятках театральных постановок между работой на телевидении. В 1991 году он вернулся в «Главный госпиталь», сначала в роли злого двоюродного брата своего героя, а начиная с 1993 года снова начал играть Люка Спенсера. Гири решил покинуть шоу окончательно в 2015 году, уйдя на пенсию.

## Мыльные оперы
- 1971—1972 — / Bright Promise
- 1972 — Молодые и дерзкие / The Young and the Restless
- 1998 — / Port Charles
- 1978—1983, 1984, 1991—1993, 1993—2015 — Главный госпиталь / General Hospital